# Хана Хол
Хана Роуз Хол (на английски: Hanna Rose Hall) е американска актриса.

## Биография
Родена е на 9 юли 1984 г. в Денвър, Колорадо. 
Дебютира през 1994 г. във филма „Форест Гъмп“ в ролята на младата Джени Къран. Следват участия в редица филми и телевизионни сериали. През 2012 г. започва да работи като театрален директор във Венис, Калифорния.

## Филмография
- Forrest Gump (1994)
- Goldilocks and the Three Bears (1995)
- Homecoming (1996)
- Her Desperate Choice (1996)
- The Virgin Suicides (1999)
- Amy & Isabelle (2001)
- Standoff (2006)
- Halloween (2007)
- Neal Cassady (2007)
- The Truth About Faces (2007)
- Text (2008)
- American Cowslip (2009)
- Radio Free Albemuth (2010)
- A Numbers Game (2010)
- Happiness Runs (2010)
- Scalene (2011)
- Visible Scars (2012)